# Zasłonak tęczowy
Zasłonak tęczowy (Cortinarius arquatus (Alb. & Schwein.) Fr.) – gatunek grzybów należący do rodziny zasłonakowatych (Cortinariaceae).

## Systematyka i nazewnictwo
Pozycja w klasyfikacji według Index Fungorum: Cortinarius, Cortinariaceae, Agaricales, Agaricomycetidae, Agaricomycetes, Agaricomycotina, Basidiomycota, Fungi.
Po raz pierwszy opisali go w 1822 r. Johannes Baptista von Albertini i Lewis David von Schweinitz, nadając mu nazwę Agaricus arquatus. Obecną nazwę nadał mu w 1838 r. Elias Fries. Niektóre synonimy:
- Cortinarius arquatus f. plorans Bidaud 2001
- Cortinarius cookeanus Rob. Henry 1988
- Cortinarius xanthochrous P.D. Orton 1960

Polską nazwę nadał mu Andrzej Nespiak w 1981 r.

## Morfologia
Kapelusz
Średnica 4–8 cm, mięsisty, szeroko wypukły, tępy, rozszerzony, regularny. Powierzchnia lepka, naga, równa, antymonowożółta, na środku często ciemniejsza.
Blaszki
Przyrośnięte, czasami zbiegające, średnio gęste, o szerokości 8–12 mm, początkowo purpurowe, potem fioletowe, na koniec gliniaste. Ostrza ostre.
Trzon
Równy, pełny, podstawa cebulkowata przez podobną do pochwy osłonę. Powierzchnia lekko włókienkowata, wierzchołek czasami prążkowany, początkowo fioletowawy na początku wewnątrz i na zewnątrz, w dolnej części białawy.
Miąższ
Na środku dość gruby, nieco cieńszy na brzegu, biały, o łagodnym zapachu i smaku;
Cechy mikroskopowe
Bazydiospory szerokoeliptyczne do prawie migdałowatych, punktowo-szorstkie, 11–15 × 6–8 µm, o zmiennej wielkości, pod mikroskopem rdzawobrązowe.

## Występowanie i siedlisko
Podano stanowiska w Ameryce Północnej i Europie. W Polsce do 2003 r. podano jedno stanowisko w Tatrzańskim Parku Narodowym w 1956 r., w późniejszych latach podano następne. Według Władysława Wojewody rozprzestrzenienie i stopień zagrożenia tego gatunku w Polsce nie są znane.
Naziemny grzyb mykoryzowy.